# Казёнчик
 Казёнчик  — село Наровчатского района Пензенской области. Входит в состав Большекирдяшевского сельсовета.

## География
Находится в северо-западной части Пензенской области на расстоянии приблизительно 18 км на юго-восток от районного центра села Наровчат .

## История
Основано между 1806 и 1836 годами как выселок казённых крестьян на речку Медаевку из Казённого Майдана (Мордовия). Именовалась также Малым Майданом, Майданским выселком. В 1896 году — посёлок Казенно-Майданский Выселок Вопиловской волости Наровчатского уезда, 92 двора, деревянная церковь во имя Архангела Михаила, построена в 1885 году. В 1912 году — село Казённо-Майданские Выселки Новопокровско-Вопиловской волости Наровчатского уезда, 101 двор. В 1930 году 143 хозяйства. В 1955 году — колхоз «Победа». В 2004 году- 14 хозяйств.

## Население
Численность населения: 226 жителей (1864), 617 (1896), 700 (1926), 390 (1937), 235 (1959), 147 (1979), 85 (1989), 49 (1996). Население составляло 25 человек (русские 100 %) в 2002 году, 4 в 2010.